# Yusuf Saunders
Yusuf Chadajo Saunders (* 27. Februar 1997 in Basseterre) ist ein Fußballspieler von St. Kitts und Nevis.

## Karriere

### Klub
Er ist beim Village Superstars FC aktiv.

### Nationalmannschaft
Seinen ersten Einsatz für die A-Nationalmannschaft von St. Kitts und Nevis erhielt er am 9. September 2019 bei einem 2:2-Unentschieden in der CONCACAF Nations League zuhause gegen Französisch-Guayana ab der 89. Minute für Rowan Liburd. Im Rückspiel kam er ebenfalls zum Einsatz.